# Marcus Cohen
Marcus Cohen (Amsterdam, 17 juli 1877 – ?, 2 maart 1921) was een Nederlandse biljarter. Hij nam tussen seizoen 1914–1915 en 1917–1918 deel aan 3 nationale kampioenschappen ankerkader 45/2 in de ereklasse.

## Deelname aan Nederlandse kampioenschappen in de Ereklasse
| Nr. | Kampioenschap     | Plaats    | Klassering | Alg. gemiddelde |
| --- | ----------------- | --------- | ---------- | --------------- |
| 1.  | AK 45/2 1914–1915 | Amsterdam | 4e         | 6,17            |
| 2.  | AK 45/2 1916–1917 | Groningen | 8e         | 5,80            |
| 3.  | AK 45/2 1917–1918 | Amsterdam | 6e         | 7,52            |